# سیرل رایت
سیرل رایت (انگلیسی: Cyril Wright; ۱۷ سپتامبر ۱۸۸۵ – ۲۶ ژوئیهٔ ۱۹۶۰) قایقران قایق بادبانی اهل بریتانیا بود.